# Camillo Passera
Camillo Passera (Brunello, 24 marzo 1965) è un ex ciclista su strada italiano.

## Carriera
Passato professionista nel 1986, la stagione successiva chiuse al terzo posto alla Meisterschaft von Zürich 1987.
Nel 1988 ottenne l'unica vittoria da professionista, vincendo una tappa alla Settimana Siciliana, manifestazione chiusa al terzo posto della classifica generale finale; in quell'anno fu anche terzo al Trofeo Pantalica e sesto al Giro di Campania.
Nel 1989 partecipò al Tour de France ed ottenne qualche piazzamento di rilievo nella corse in linea del calendario italiano, fra cui il terzo posto alla Coppa Placci; venne convocato dal commissario tecnico della nazionale italiana Alfredo Martini per partecipare ai Mondiali di Chambéry che concluse diciassettesimo.
Nel 1990 fu gregario di Gianni Bugno, aiutandolo nel vittorioso Giro d'Italia; questa stagione fu anche l'ultima a buon livello, dove colse il quarto alla Coppa Bernocchi e tre buoni piazzamenti di tappa alla Vuelta a España: terzo sul traguardo di Pamplona e Saragozza, quarto su quello di Madrid.

## Palmares
- 1986 (dilettanti)

Giro della Toscana
- 1988 (Château d'Ax, una vittoria)

3ª tappa Settimana Siciliana

## Piazzamenti

### Grandi giri
- Giro d'Italia

1987: 81º
1988: ritirato (19ª tappa)
1990: 40º
- Tour de France

1989: 94º
1991: squalificato per traino (17ª tappa)
- Vuelta a España

1990: 91º

### Classiche monumento
- Milano-Sanremo

1988: 28º
- Giro delle Fiandre

1989: 27º
- Liegi-Bastogne-Liegi

1990: 79º

### Competizioni mondiali
- Campionati del mondo

Chambéry 1989 - In linea Élite: 17º